# مير بالابان
مير بالابان (بالبولندية: Majer Bałaban)‏ (و. 1877 – 1942 م) هو مؤرخ، وأستاذ جامعي بولندي، ولد في لفيف، توفي في وارسو، عن عمر يناهز 65 عاماً.

## التعليم
تعلم في Law Faculty of Lviv University ‏.